# Blackley (West Yorkshire)
Blackley – osada w Anglii, w hrabstwie ceremonialnym West Yorkshire, w dystrykcie metropolitalnym Calderdale. Leży 23 km na południowy zachód od miasta Leeds i 269 km na północny zachód od Londynu.